# Figure 8
Figure 8 – drugi singel z drugiego albumu angielskiej wokalistki Ellie Goulding zatytułowanego Halcyon wydany 14 grudnia 2012 roku. Utwór został napisany przez samą artystkę oraz Jonny'ego Lattimera. Za produkcję singla odpowiedzialni byli natomiast MONSTA oraz Mike Spencer. 

## Format wydania
- Digital EP - Remixes[1]

1. "Figure 8" (Radio Edit) – 3:39
2. "Anything Could Happen" (Radio 1 Live Lounge Version) – 3:03
3. "Figure 8" (Breakage's Crenshaw & Adams Mix) – 4:26
4. "Figure 8" (French Fries Club Mix) – 5:23
5. "Figure 8" (Xilent Remix) – 4:30

## Notowania
| Lista (2012-13)                     | Najwyższa pozycja |
| ----------------------------------- | ----------------- |
| Finlandia (Suomen virallinen lista) | 8                 |
| Japonia (Japan Hot 100)             | 97                |
| Nowa Zelandia (NZ Top 40 Chart)     | 7                 |
| Szkocja (Scottish Top 40)           | 33                |
| Słowacja (Rádio Top 100)            | 26                |
| Wielka Brytania (UK Singles Chart)  | 33                |

| Kraj                 | Certyfikat | Sprzedaż |
| -------------------- | ---------- | -------- |
| Nowa Zelandia (RMNZ) | Platyna    | 15 000+  |